# Многоглас присмехулник
Многоглас присмехулник (Mimus polyglottos) е вид птица от семейство Mimidae. Видът е незастрашен от изчезване.

## Разпространение
Разпространен е в Бахамски острови, Канада, Кайманови острови, Куба, Доминиканска република, Хаити, Ямайка, Мексико, Пуерто Рико, Сен Пиер и Микелон, Търкс и Кайкос, САЩ, Британски Вирджински острови и Вирджински острови.